# Камбива
Камбива (Cambioá, Kambiwá) — мёртвый неклассифицированный индейский язык, на котором раньше говорил народ камбива, проживающий в штате Пернамбуку в Бразилии. В 1960-х годах была собрана пара десятков слов от носителей, но к тому ещё никто больше не говорил на языке. Помимо двух явных заимствований, ни одно из слов не было связано с известными языками. В настоящее время народ говорит на португальском языке.